# Anasigerpes
Anasigerpes es un género de mantis de la subfamilia Acromantinae.